# Can Ribes (Cardedeu)
Can Ribes és un mas a la vora de l'autopista A-7 que va de Barcelona a la Jonquera, en el vessant sud d'un turó prop de la confluència de la riera de Vallformés amb el riu Mogent al municipi de Cardedeu (Vallès Oriental) protegit com a bé cultural d'interès local.

## Arquitectura
Conjunt d'edificis de planta de forma irregular que defineixen, per la cara de migdia i de ponent una L. Cos de l'edificació més antiga orientat a migdia, amb tres crugies perpendiculars a la façana principal i compost de planta baixa, planta pis i golfes a les crugies central i de ponent, i de planta baixa i pis a la de llevant. Possiblement la masia original era de planta basilical, de tres crugies perpendiculars a la façana principal, amb coberta a vessant única en les crugies laterals, i de coberta a dues vessants, de carener paral·lel a la façana principal, a la crugia central.

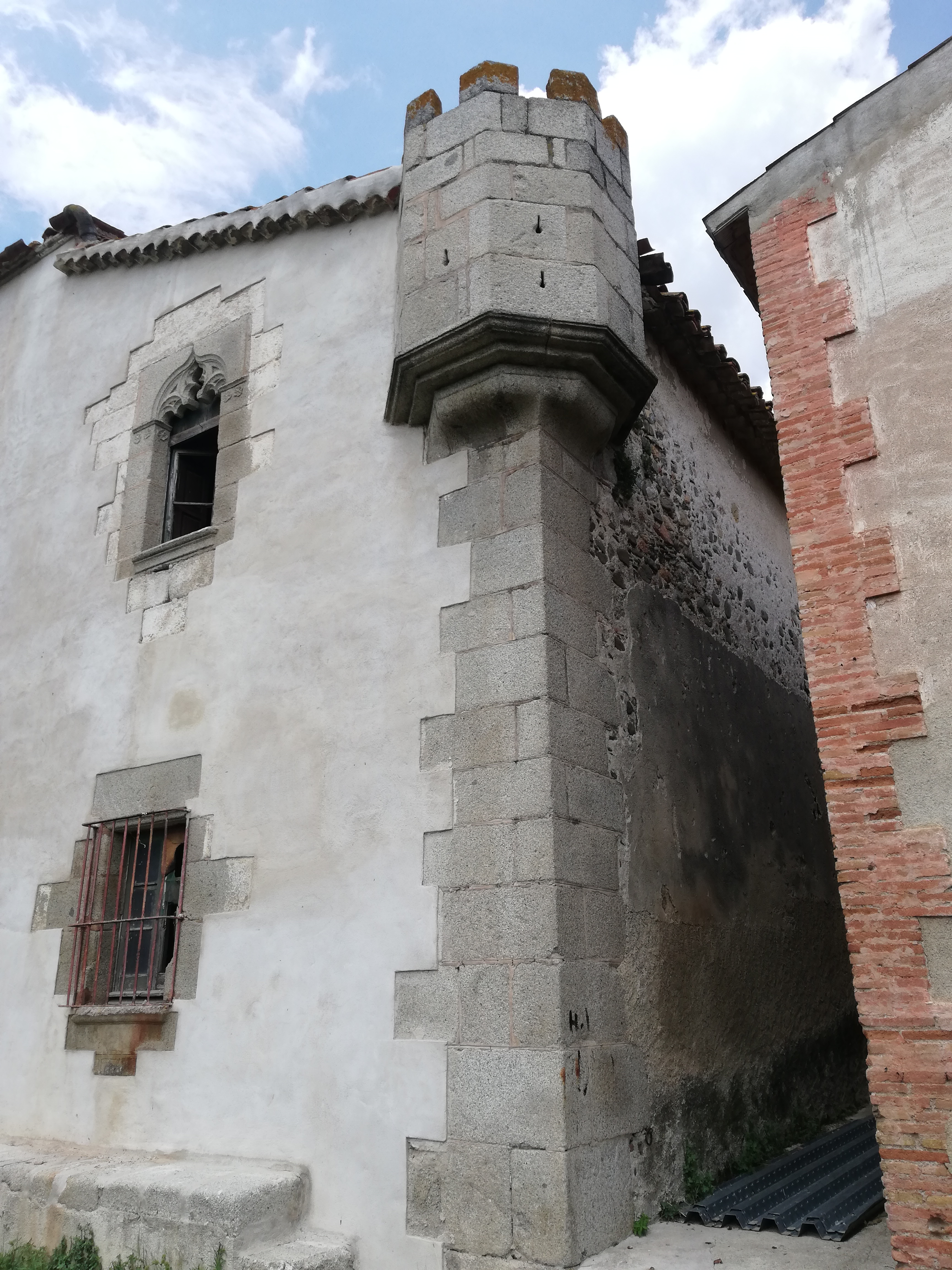
Detall de latorre de defensa

 A la planta primera hi ha tres finestres d'arc conopial amb traceria ornamentada, amb llindes, brancals i ampits de pedra granítica i impostes amb dues rosetes en relleu. En posteriors ampliacions es deuria afegir una planta golfa a la crugia de ponent, mantenint-se la coberta a una vessant a la crugia de llevant, que era la que tenia la torre, d'origen defensiu. De la cantonada de llevant, a l'altura de la planta pis, hi sobresurt una torre de planta poligonal coronada amb merlets, construïda amb carreus de pedra granítica. Al cos de l'edificació més antiga hi ha adossat un cos que conforma l'L, compost de planta baixa, planta pis i golfes, amb un cos més baix de planta baixa adossat a l'ala de ponent. Al cantó de llevant seguint l'alineació de la façana de migdia del cos de l'edificació més antiga, s'aixeca un edifici-nau de planta rectangular. Acaba de tancar el recinte, pel cantó de llevant, un cobert de planta baixa amb coberta a una vessant. Entre aquest edifici i l'edificació-nau s'accedeix al barri a través d'un reixat. sobresurt una xemeneia gran amb fumeral i de secció rectangular.

## Història
Segons Tomàs Balvey, que cita Can Ribes però que no la situa concretament en el temps, considera que és una masia molt antiga. No es coneixen referències històriques però es creu que probablement era coneguda amb un altre nom. Alguns elements arquitectònics, com són la torre de defensa i les finestres d'arc conopial, situen l'edifici en el segle xvi. És molt possible que amb les reformes de 1610 s'iniciés el procés de transformació de la masia antiga, possiblement de planta basilical, en l'actual. Podem veure-hi la inscripció de la data de 1610 a la llinda de la finestra del cantó de llevant. Segons Balvey va ser cremada durant la Guerra del Francès, a principis del segle xix, com moltes d'altres. El 1898 es va convertir en residència d'estiueig, tot i que la finca es va continuar conreant, i és en aquest moment quan segurament es projecta el jardí de ponent, de traces romàntiques. Un part important de la propietat va ser expropiada per a la construcció de l'autopista A-7. Per la documentació fotogràfica sabem que a finals del segle xix i a principis del segle xx la torre de defensa es cobria amb el mateix pendent de la coberta, se'n desconeix la seva data de reconstrucció amb els actuals merlets, però sabem per Balvey que la va partir un llamp i que estava enrunada.